# San Rafael, Acámbaro
San Rafael är en ort i Mexiko.   Den ligger i kommunen Acámbaro och delstaten Guanajuato, i den centrala delen av landet, 190 km väster om huvudstaden Mexico City. San Rafael ligger 1 856 meter över havet och antalet invånare är 382.
Terrängen runt San Rafael är kuperad åt nordväst, men åt sydost är den platt. Runt San Rafael är det ganska tätbefolkat, med 155 invånare per kvadratkilometer. Närmaste större samhälle är Acámbaro, 12,8 km sydost om San Rafael. Trakten runt San Rafael består till största delen av jordbruksmark.